# Silvanidae
Famille
Les Silvanidae sont une famille d'insectes coléoptères incluse dans la super-famille des Cucujoidea,. Cette famille est composée de 58 genres et d'environ 500 espèces.

## Caractéristiques
Les Silvanidae sont généralement petits (1,2 à 15 mm), de couleur brunâtre, aplatis, pubescents et densément ponctués. Leur formule tarsale est 5-5-5. Leurs antennes peuvent être courtes et en forme de massues ou très allongées. Ils ont généralement des rainures ou des sillons sur la tête ou le pronotum. De nombreux genres ont les bords latéraux du pronotum dentés à faiblement dentés.
La famille est divisée de façon inégale en deux sous-familles : les Brontinae et les Silvaninae. Les Brontinae, divisés en deux tribus (Brontini et Telephanini) de dix genres chacune, sont de plus grande taille, ont de longues antennes dont le scape est allongé, des articulations lâches et des mycangia mandibulaires. Les genitalia des mâles sont invaginés. La sous-famille des Silvaninae, qui n'est pas divisée en tribus, se compose de 48 genres. Ils sont pour la plupart plus petits et se caractérisent par une cavité procoxale fermée et des mycangia mandibulaires généralement absents. Les genitalia des mâles ne sont pas invaginés.
Les espèces de la tribu des Telephanini ont les tarsomères lobés, contrairement à celles de la tribu des Brontini.
Les genres les plus importants quant au nombre d'espèces sont Telephanus (109 espèces), Psammoecus (81 espèces) et Cryptamorpha (27 espèces) (tous des Brontinae de la tribu des Telephanini), ainsi que le genre Airaphilus (35 espèces).

## Écologie et comportement
Tous les Silvanidae semblent être mycophages.[réf. nécessaire]
Deux espèces du genre Coccidotrophus et une du genre Eunausibius se nourrissent de miellat produit par une cochenille (Hemiptera : Pseudococcidae),.

## Habitat et répartition
La famille est représentée sur tous les continents sauf l'Antarctique, et est la plus diversifiée, tant en nombre de genres qu'en nombre d'espèces, sous les tropiques de l'Ancien Monde.
Les Silvaninae se trouvent sous l'écorce des arbres ainsi que dans la litière ou dans le sol. Deux genres, Nepharis et Nepharinus, sont inquilins de fourmis en Australie, et deux espèces du genre Coccidotrophus et une du genre Eunausibius se trouvent dans les pétioles de plantes myrmécophiles (Tachigali spp.) dans les régions tropicales d'Amérique,.
Les espèces de la tribu des Brontini se trouvent principalement  sous l'écorce de bois mort, bien que les espèces des genres Brontoliota et Protodendrophagus se trouvent respectivement à la surface du bois mort au sol des forêts humides et sous les pierres dans les zones alpines de Nouvelle-Zélande.
Les espèces de la tribu des Telephanini se trouvent généralement sur des feuilles flétries et pendantes, en particulier des plantes de la famille des Musaceae ou des Heliconiaceae.

## Classification
Les deux tribus incluses dans la sous-famille des Brontinae ont été revues au niveau du genre au milieu des années 2000,.
Il y a eu un certain nombre de grandes études taxonomiques sur les Silvanidae au cours des dernières décennies, comme Halstead (1973), Sen Gupta et Pal (1996), Pal (1981, 1985),,, et Karner (1995, 2012),.

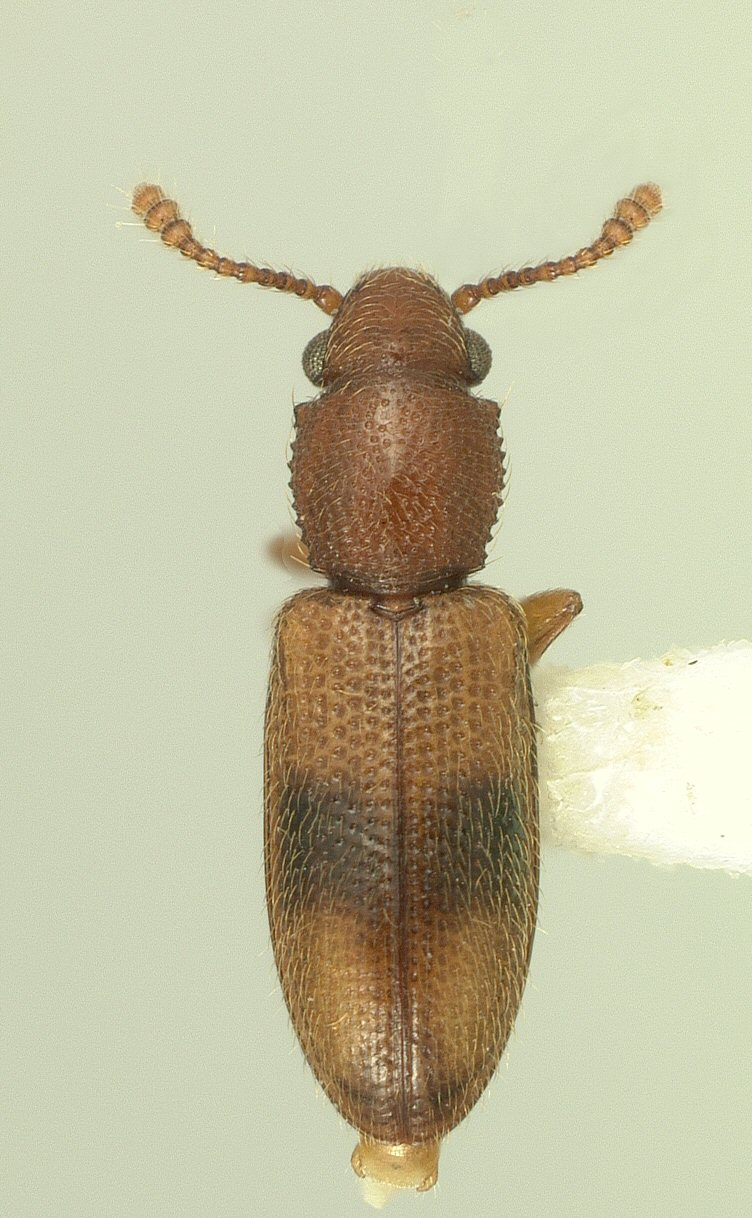
Vue dorsale de Monanus concinnulus.

Les études sur les relations phylogénétiques au sein de la famille et entre les Silvanidae et les autres Cucujoidea sont encore préliminaires[Quand ?]. Une analyse phylogénétique des Cucujoidea "primitifs" à l'aide des caractères morphologiques des larves et des adultes a permis de découvrir une relation étroite entre les Silvanidae et les Cucujidae. Une autre étude phylogénétique moléculaire a visé principalement à clarifier le statut des Cucujoidea plus "évolués" en incluant néanmoins des taxons représentatifs plus primitifs. Elle a permis de montrer une relation étroite entre les Passandridae et les Silvanidae, et une relation plus éloignée avec les Cucujidae.

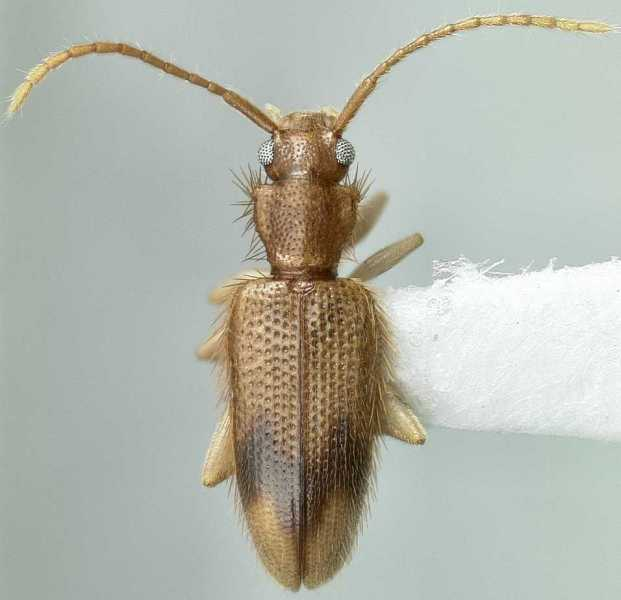
Vue dorsale de Telephanus paradoxus.

## Les Silvanidae et l'Homme

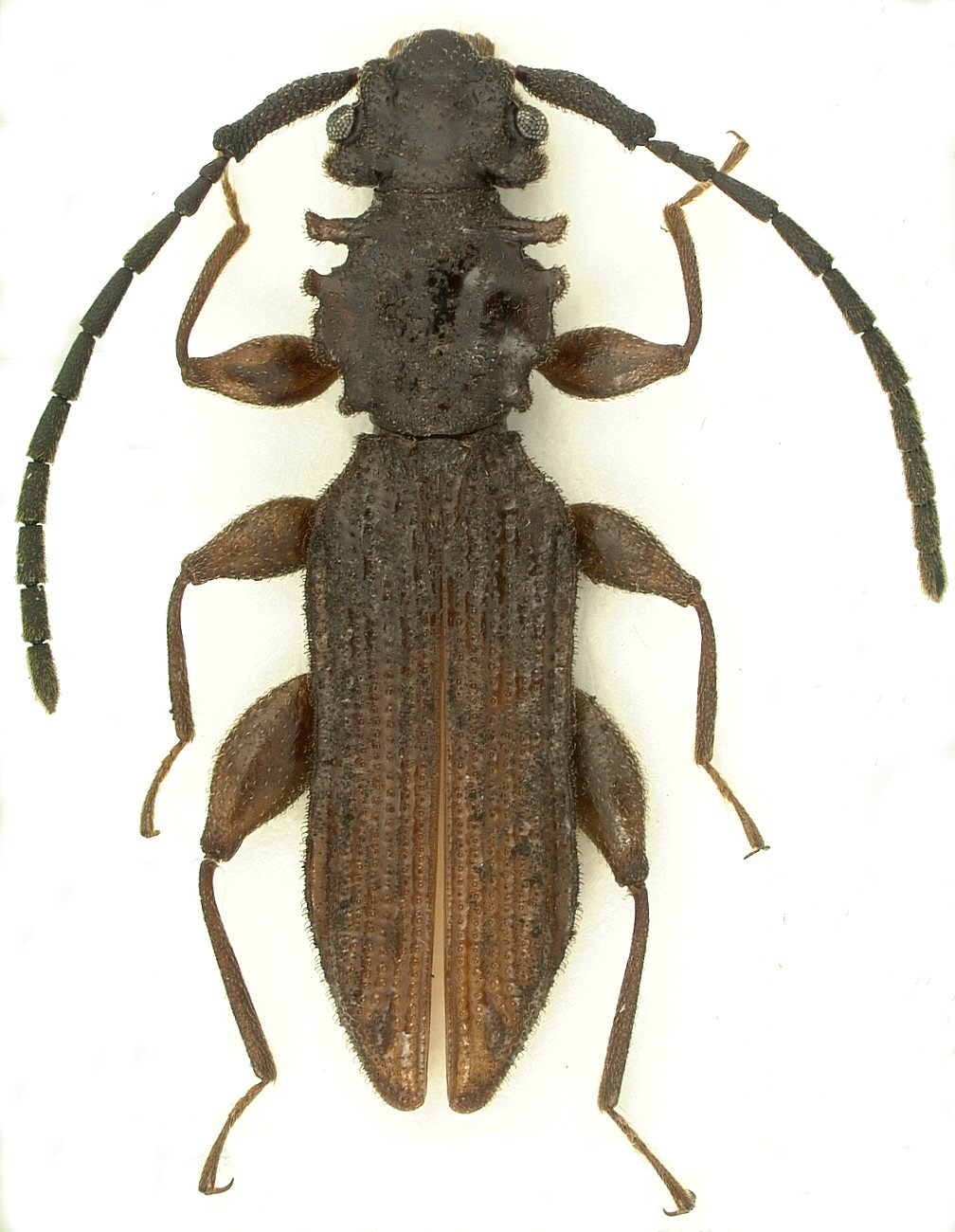
Vue dorsale de Brontoliota lawrencei.

Des espèces de dix genres ont été largement déplacées par le commerce et se trouvent maintenant partout dans le monde, ou presque (par exemple, Ahasverus (genre)Ahasverus, Oryzaephilus, Silvanus, Cryptamorpha, Monanus.). Le genre ayant l'impact économique le plus important est Oryzaephilus, avec deux espèces ravageuses de produits stockés (O. surinamensis (L.), le cucujide dentelé des grains, et O. mercator (Fauvel)), et plusieurs autres espèces, qui sont également des ravageurs mais moins importants. D'autres exemples de pestes sont Ahasverus advena (Waltl), Cathartus quadricollis (Guerin-Meneville), et Nausibius clavicornis (Kugelann).